# Шоколадная глазурь
Шоколадная глазурь — продукт, изготовленный из комбинации какао, растительного жира и подсластителей. 

## Описание
Шоколадная глазурь используется в качестве более дешёвой альтернативы чистому шоколаду, так как в ней используются менее дорогие твёрдые растительные жиры, такие как кокосовое масло или пальмоядровое масло, вместо более дорогого какао-масла. При использовании в качестве покрытия конфет продукт также может быть известен как «шоколадное покрытие».
Чаще всего шоколадной глазурью покрывают менее дорогие батончики в качестве замены глазированного шоколада. Настоящий шоколад, содержащий какао-масло, должен быть темперирован для сохранения блеска покрытия. Шоколадные покрытия, однако, не нуждаются в отпуске. Вместо этого они просто нагреваются до 3—5 °C (от 5 до 9 °F) выше точки плавления покрытия.
В Европейском союзе продукт может продаваться как шоколад только в том случае, если он содержит максимум 5% растительного масла.